# Psychoda wattsi
Psychoda wattsi és una espècie d'insecte dípter pertanyent a la família dels psicòdids que es troba a Austràlia: Austràlia Meridional.